# Lloyd Carney
Lloyd A. Carney, född 13 februari 1962, är en jamaicansk-amerikansk företagsledare som är vd för datateknikföretaget Brocade Communications Systems, Inc. sedan 2013. Dessförinnan har han arbetat inom Nortel Networks Corporation, varit COO för Juniper Networks, styrelseordförande och vd för Micromuse Inc. och var vd för Xsigo Systems.
Den 12 juni 2015 meddelade det globala kreditkortsföretaget Visa Inc. att man hade utsett Carney som ny ledamot i deras koncernstyrelse.
Han avlade en kandidatexamen i elektronik vid Wentworth Institute of Technology och en master of science i tillämpad företagsledning vid Lesley University.